# Lijst van Landkreise en kreisfreie steden in Saksen-Anhalt
Dit is een lijst van Landkreise en kreisfreie steden in Saksen-Anhalt.

## Opbouw
Onderstaande lijst is als volgt opgebouwd:
- Kreis, kreisfreie Stadt: naam van de Landkreis respectievelijk kreisfreie stad
- Kreisstadt: naam van de Kreisstad: Bij de kreisfreise steden is deze cel leeg
- Wapen: officiële wapen van de Kreis respectievelijk kreisfreie stad
- Reg.-Bez., Ligging: Regierungsbezirk en positiekaart van de Kreis respectievelijk kreisfreie stad binnen de deelstaat Saksen-Anhalt
- Kenteken: kentekens van de plaatselijke overheid
- Inwoners: inwonertal van de Landkreis respectievelijk kreisfreie stad[1]
- Oppervlakte: oppervlakte van de Landkreis respectievelijk kreisfreie stad in vierkante kilometers (km²)[2]
- Inw/km²: bevolkingsdichtheid in inwoner per vierkante kilometer
- Afbeelding: een typische afbeelding van de regio, waarmee de desbetreffende Landkreis respectievelijk kreisfreie stad identificeert wordt

## Overzicht
| Landkreis/ kreisfreie Stadt      | Kreisstadt             | Wapen                                    | Reg.-Bez. Ligging                                           | Kenteken(s)                   | Inwoners (31-12-2020) | Oppervlakte (in km²) | Inw./km² | Afbeelding                                           |
| -------------------------------- | ---------------------- | ---------------------------------------- | ----------------------------------------------------------- | ----------------------------- | --------------------- | -------------------- | -------- | ---------------------------------------------------- |
| Altmarkkreis Salzwedel           | Salzwedel              | Wapen van de Altmarkkreis Salzwedel      | Ligging van de Altmarkkreis Salzwedel in Saksen-Anhalt      | SAW, GA, KLZ                  | 82.687                | 2.294,16             | 36       | Fachwerkhäuser in Salzwedel                          |
| Anhalt-Bitterfeld                | Köthen (Anhalt)        | Wapen van de Landkreis Anhalt-Bitterfeld | Ligging van de Landkreis Anhalt-Bitterfeld in Saksen-Anhalt | ABI, AZE, BTF, KÖT, ZE        | 157.217               | 1.454,38             | 108      | Schlossruine in Zerbst                               |
| Börde                            | Haldensleben           | Wapen van de Landkreis Börde             | Ligging van de Landkreis Börde in Saksen-Anhalt             | BK, BÖ, HDL, OC, OK, WMS, WZL | 170.567               | 2.367,15             | 72       | Burg Oebisfelde                                      |
| Burgenlandkreis                  | Naumburg (Saale)       | Wapen van de BurgenLandkreis             | Ligging van de BurgenLandkreis in Saksen-Anhalt             | BLK, HHM, NEB, NMB, WSF, ZZ   | 177.590               | 1.414,00             | 126      | Dom zu Naumburg                                      |
| Dessau-Roßlau (kreisfreie Stadt) |                        | Wapen van de stad Dessau-Roßlau          | Ligging van de stad Dessau-Roßlau in Saksen-Anhalt          | DE, RSL                       | 79.354                | 244,79               | 324      | Bauhaus in Dessau-Roßlau                             |
| Halle (Saale) (kreisfreie Stadt) |                        | Wapen van de stad Halle (Saale)          | Ligging van de stad Halle (Saale) in Saksen-Anhalt          | HAL                           | 237.865               | 135,02               | 1.762    | Markt in Halle (Saale)                               |
| Harz                             | Halberstadt            | Wapen van de Landkreis Harz              | Ligging van de Landkreis Harz in Saksen-Anhalt              | HZ, HBS, QLB, WR              | 210.975               | 2.104,91             | 100      | Rathaus in Wernigerode                               |
| Jerichower Land                  | Burg                   | Wapen van de Landkreis Jerichower Land   | Ligging van de Landkreis Jerichower Land in Saksen-Anhalt   | JL, BRG, GNT                  | 89.403                | 1.577,42             | 57       | Elbe-Havel-Kanal bei Genthin                         |
| Maagdenburg (kreisfreie Stadt)   |                        | Wapen van de stad Maagdenburg            | Ligging van de stad Maagdenburg in Saksen-Anhalt            | MD                            | 235.775               | 201,03               | 1.173    | Dom zu Magdeburg                                     |
| Mansfeld-Südharz                 | Sangerhausen           | Wapen van de Landkreis Mansfeld-Südharz  | Ligging van de Landkreis Mansfeld-Südharz in Saksen-Anhalt  | MSH, EIL, HET, ML, SGH        | 133.690               | 1.449,01             | 92       | Marktplatz mit Lutherdenkmal in Lutherstadt Eisleben |
| Saalekreis                       | Merseburg              | Wapen van de Saalekreis                  | Ligging van de Saalekreis in Saksen-Anhalt                  | SK, MER, MQ, QFT              | 183.434               | 1.434,01             | 128      | Schloss und Dom zu Merseburg                         |
| Salzlandkreis                    | Bernburg (Saale)       | Wapen van de SalzLandkreis               | Ligging van de SalzLandkreis in Saksen-Anhalt               | SLK, ASL, BBG, SBK, SFT       | 187.457               | 1.427,55             | 131      | Krukmannsches Haus in Aschersleben                   |
| Stendal                          | Stendal                | Wapen van de Landkreis Stendal           | Ligging van de Landkreis Stendal in Saksen-Anhalt           | SDL, HV, OBG                  | 110.485               | 2.424,01             | 46       | Markt und Marienkirche in Stendal                    |
| Wittenberg                       | Lutherstadt Wittenberg | Wapen van de Landkreis Wittenberg        | Ligging van de Landkreis Wittenberg in Saksen-Anhalt        | WB, GHC, JE                   | 124.185               | 1.931,68             | 64       | De Schlosskerk in Wittenberg                         |
| Saksen-Anhalt                    | Saksen-Anhalt          | Saksen-Anhalt                            | Saksen-Anhalt                                               | Saksen-Anhalt                 | 2.180.684             | 20.459,12            | 107      |                                                      |